# Fresquito y mango
Fresquito y Mango es un dúo musical zaragozano compuesto por Juan Figols (Fresquito) y Mario Lázaro (Mango). Su estilo fusiona pop, música urbana y electrónica.

### Trayectoria
El proyecto Fresquito y Mango nace cuando sus integrantes, que se conocieron en el instituto en su Zaragoza natal, comenzaron a trabajar juntos. El nombre del grupo proviene de una frase de una de sus primeras canciones: "la fruta más fresca de España".
Tras unos años lanzando canciones como artistas independientes, en 2021 firman con el sello Sonido Muchacho, con el que lanzan su sencillo "Mándame un Audio", que alcanzó popularidad en plataformas como TikTok y Spotify, llevándoles a colaborar con la artista Aitana en el remix de la canción, lo que les sirvió para darse a conocer en el panorama pop comercial español y llegar al millón de oyentes en Spotify.
En julio de 2022 presentaron el sencillo "Otomo". Ese mismo año participaron en festivales como el Festival Gigante en Alcalá de Henares. Además, el dúo también participó en proyectos publicitarios, como una campaña de Donuts en colaboración con el director creativo Oriol Villar, y participaron como productores musicales en Operación Triunfo 2023.
En 2024, Fresquito y Mango lanzaron su primer álbum, titulado Lo que me mató.
Además de sus proyectos originales, el dúo ha participado en versiones de temas, como "Te Necesito" de Amaral, que forma parte de su EP "BlaBla" lanzado a finales de 2024.

### Estilo Musical
Fresquito y Mango combinan elementos de pop, música urbana, hyperpop y electrónica.
El dúo también es conocido por integrar referencias culturales y locales. Su sonido ha sido descrito como una mezcla entre lo moderno y lo nostálgico, con un toque experimental.

### Discografía

#### Álbumes de estudio
- "Lo que me mató" (2024)

#### EPs
- "Grandes Clásicos" (2018)
- "Ola de Calor" (2019)
- "Sin Noticias de Okinawa" (2021)
- "BlaBla" (2024)

#### Sencillos
- "Reggaeton Intergaláctico" (2018)
- "YTE" (2019)
- "Charcos" (con Pavlo) (2020)
- "Se Van de Rumbas" (2020)
- "Te Amo" (con Chill Chicos) (2020)
- "Pronto" (2020)
- "Ya No Volverán" (2020)
- "Cuando acabó todo" (con Rosin de Palo) (2020)
- "Mándame un Audio" (2021)
- "Mándame un Audio (Remix)" (con Aitana) (2021)
- "Isla de Japón" (2021)
- "Quiero" (2021)
- "Pizza de Queso" (2022)
- "El Círculo Perfecto - Donuts 2022" (2022)
- "Otomo" (2022)
- "CUERPO Y SANGRE" (2023)
- "NUBE GRIS" (2023)
- "RATAS" (2024)
- "CREO QUE ALGO ESTÁ A PUNTO DE PASAR" (2024)
- "AUNQUE YA NO ME BESES" (2024)
- "Otra Noche Contigo" (2024)
- "Bom Bom Bom" (2024)
- "Pienso En Ti" (2024)
- "Making Hits" (2024)